# إيك روبرتسون
إيك روبرتسون (بالإنجليزية: Eck Robertson) هو موسيقي وكاتب أغاني أمريكي، ولد في 20 نوفمبر 1887 في مقاطعة ماديسون في الولايات المتحدة، وتوفي في 15 فبراير 1975 في بورجير في الولايات المتحدة.

## وصلات خارجية
- إيك روبرتسون على موقع الموسوعة البريطانية (الإنجليزية)
- إيك روبرتسون على موقع ميوزك برينز (الإنجليزية)
- إيك روبرتسون على موقع أول ميوزيك (الإنجليزية)
- إيك روبرتسون على موقع ديسكوغز (الإنجليزية)